# Quai de la Mégisserie
Der Quai de la Mégisserie ist ein Kai am Seineufer im 1. Arrondissement von Paris.

## Lage
Der Kai beginnt als Einbahnstraße an der Brücke Pont Neuf und endet am Place du Châtelet.
Unterhalb des Kais, am Seineufer, verläuft die Voie Georges-Pompidou, deren Ausfahrtsrampe zum Quai de la Mégisserie führt. Auf der Kaimauer befinden sich die Stände der Bouquinistes.

## Namensursprung
Der Name wurde gewählt, da sich hier früher die Werkstätten der Weißgerber (Mégisseries) befanden.

## Geschichte
1369 ließ Charles V. hier den Quai de la Saunerie anlegen, denn er lag in der Nähe des Port au Sel (Salzhafen) und dem Salzlager von Paris.
Um 1520 wurde der Kai repariert und bis zum Château du Louvre verlängert; 1532 erhielt er auf seiner gesamten Länge den Namen „Quai de la Saunerie“.
Früher hieß der Abschnitt, der sich vom Place du Châtelet bis zur Abreuvoir Pépin erstreckte, "Vallée de la Misère" (de: Tal des Elends), da er eine Fortsetzung der Rue de la Vallée-de-Misère war, ein Name, der wegen der Metzger vergeben wurde, die ihre Stände am Kai hatten und die Tiere schlachteten, ebenso wie „Quai de la Poulaillerie“ aus einem ähnlichen Grund und auch „Tal von Pie“. Der Teil, der nach der Tränke Pépin lag und von den Gerbern bewohnt wurde, hieß daher auch schon „Quai de la Mégisserie“. Im Jahr 1673 wurden die Gerber in den Vorort Saint-Marcel an der Bièvre umgesiedelt.
Noch eine Anmerkung zum Namen "Tal des Elends": Das Wort „Tal“ hat die Bedeutung „unten platziert“ und das Wort „Elend“ erinnert an die Überschwemmung der Seine im Januar 1496, die Elend und Verwüstung mit sich brachte.

## Sehenswürdigkeiten
- Nr. 2–4: Dies ist die Südseite des Theaterkomplexes Théâtre du Châtelet (Eingang Place du Châtelet) mit Cafés und Läden.
- Nr. 14: Das Haus wurde 1864 von Henri Blondel erbaut und mit Skulpturen von Aimé Millet am Eingang verziert.[8]